# ان جی سی ۳۸
ان جی سی ۳۸ (به انگلیسی: NGC 38) یک کهکشان مارپیچی است که در صورت فلکی ماهی قرار دارد.